# Тимченко Віра Андріївна
Тимченко Віра Андріївна (15 березня 1941) — заслужена діячка мистецтв України, режисерка-постановниця Чернігівського обласного академічного українського музично-драматичного театру ім. Т. Шевченка (1988-2021 рр.).

## Життєпис
Віра Андріївна Тимченко народилася 15 березня 1941 р. у м. Торез (нині — Чистякове) Донецької обл. у багатодітній родині. З дитинства мріяла стати акторкою.
Має дві вищі освіти. Закінчила акторський факультет за спеціальностями «Актор драматичного театру» (1967) та режисерський факультет (1976) Харківського національного університету мистецтв ім. І. П. Котляревського.

## Цитати
Життєве кредо: «Бути гідною та корисною людиною своєї держави — України.»
- «Ми прагнемо зачепити душу глядача, щоб з театру він вийшов трохи кращим. Саме режисер цементує і гармонійно поєднує елементи сценічної постановки.»

## Творча діяльність
1967-1971 рр. — працювала артисткою драми у Кіровоградському обласному музично-драматичному театрі ім. М. Л Кропивницького (нині — Кропивницький академічний український музично-драматичний театр імені М. Л. Кропивницького).
1976-1988 рр. — працювала на посаді режисерки-постановниці у Запорізькому академічному обласному українському музично-драматичному театрі ім. В. Магара.
1988-2021 рр. — режисерка-постановниця Чернігівського обласного академічного українського музично-драматичного театру ім. Т. Шевченка.

### Чернігівський театр
За період роботи з 1988 по 2021 роки у Чернігівському обласному академічному українському музично-драматичному театрі ім. Т. Шевченка Віра Тимченко виступила режисеркою-постановницею, зокрема, у наступних виставах:
1. 2007 — «За двома зайцями»[1], лібрето Дмитра Шевцова за п'єсою Михайла Старицького (прем'єра вистави — 27.03.2007);
2. 2008 — «Кайдашева сім'я»[2], інсценізація Олександра Корнієнка за п'єсою Івана Нечуя-Левицького (прем'єра вистави — 18.06.2008);
3. 2008 — «Сватання на Гончарівці»[3], за п'єсою Григорія Квітки-Основ'яненка (прем'єра вистави — 25.06.2008);
4. 2011 — «Слуга двох панів»[4], за п'єсою Карло Ґольдоні (прем'єра вистави — 27.04.2011);
5. 2012 — «Назар Стодоля»[5], за п'єсою Тараса Шевченка (прем'єра вистави — 05.10.2012);
6. 2015 — «Циганка Аза»[6], за п'єсою Михайла Старицького (прем'єра вистави — 06.10.2015);
7. 2016 — «Майська ніч»[7], за п'єсою Михайла Старицького (за повістю Миколи Гоголя) (прем'єра вистави — 29.06.2016);
8. 2017 — «Пошились у дурні»[8], за п'єсою Марка кропивницького (прем'єра вистави — 10.10.2017);
9. 2018 — «Лісова пісня»[9], за п'єсою Лесі Українки (прем'єра вистави — 15.11.2018);
10. 2019 — «Наталка-Полтавка»[10], за п'єсою Івана Котляревського (прем'єра вистави — 15.06.2019).

## Відзнаки та нагороди
- 1994 — Чернігівська обласна премія імені Михайла Коцюбинського
- 2010 — Заслужений діяч мистецтв України
- 2017 — Почесний орден «Берегиня України» (громадська відзнака; вручається «За особистий внесок у розвиток України та вірність нації» впливовим та успішним українкам, а також громадянкам, які народились за її межами, але проживають та працюють в Україні)

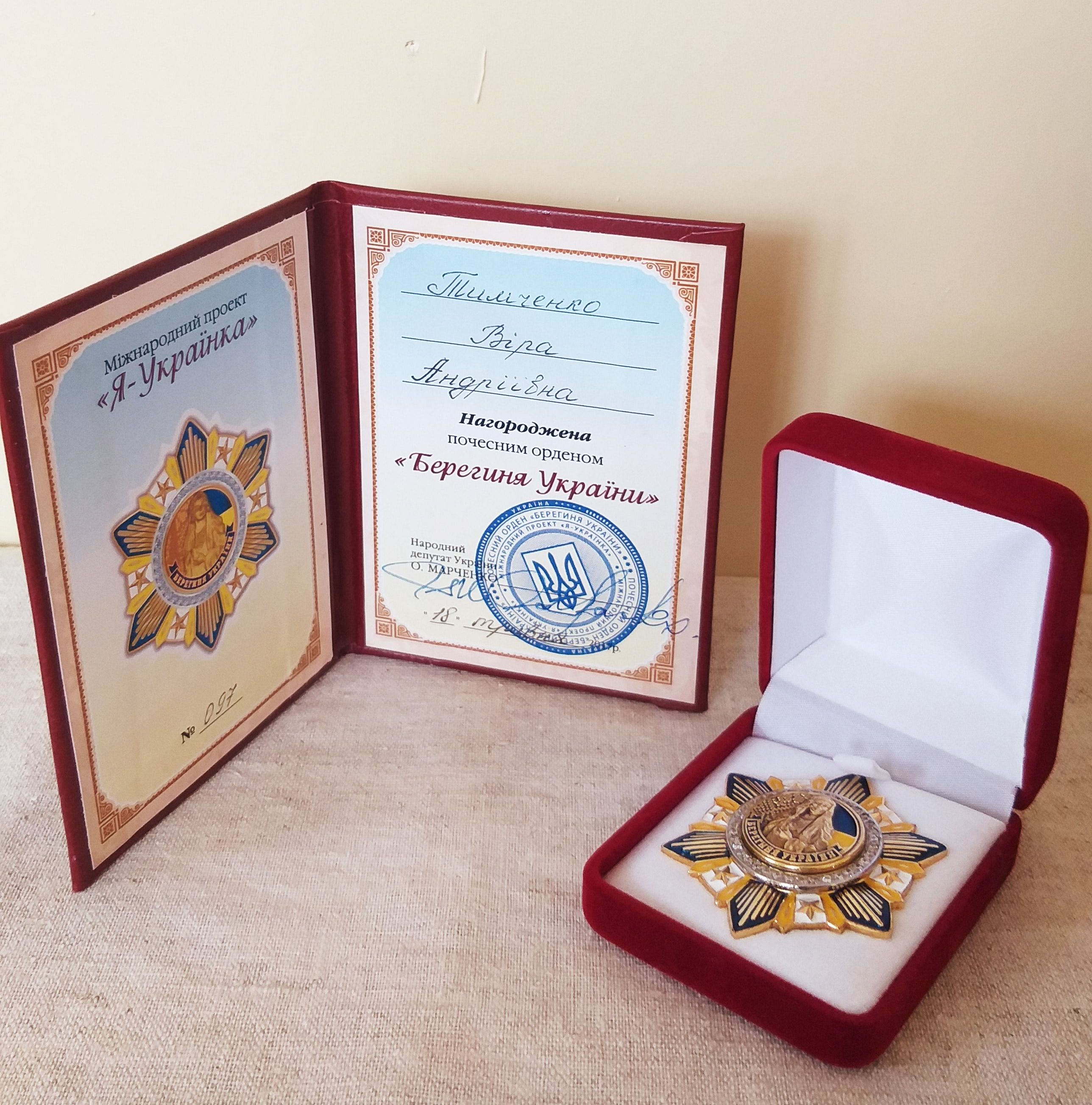
Орден "Берегиня України"

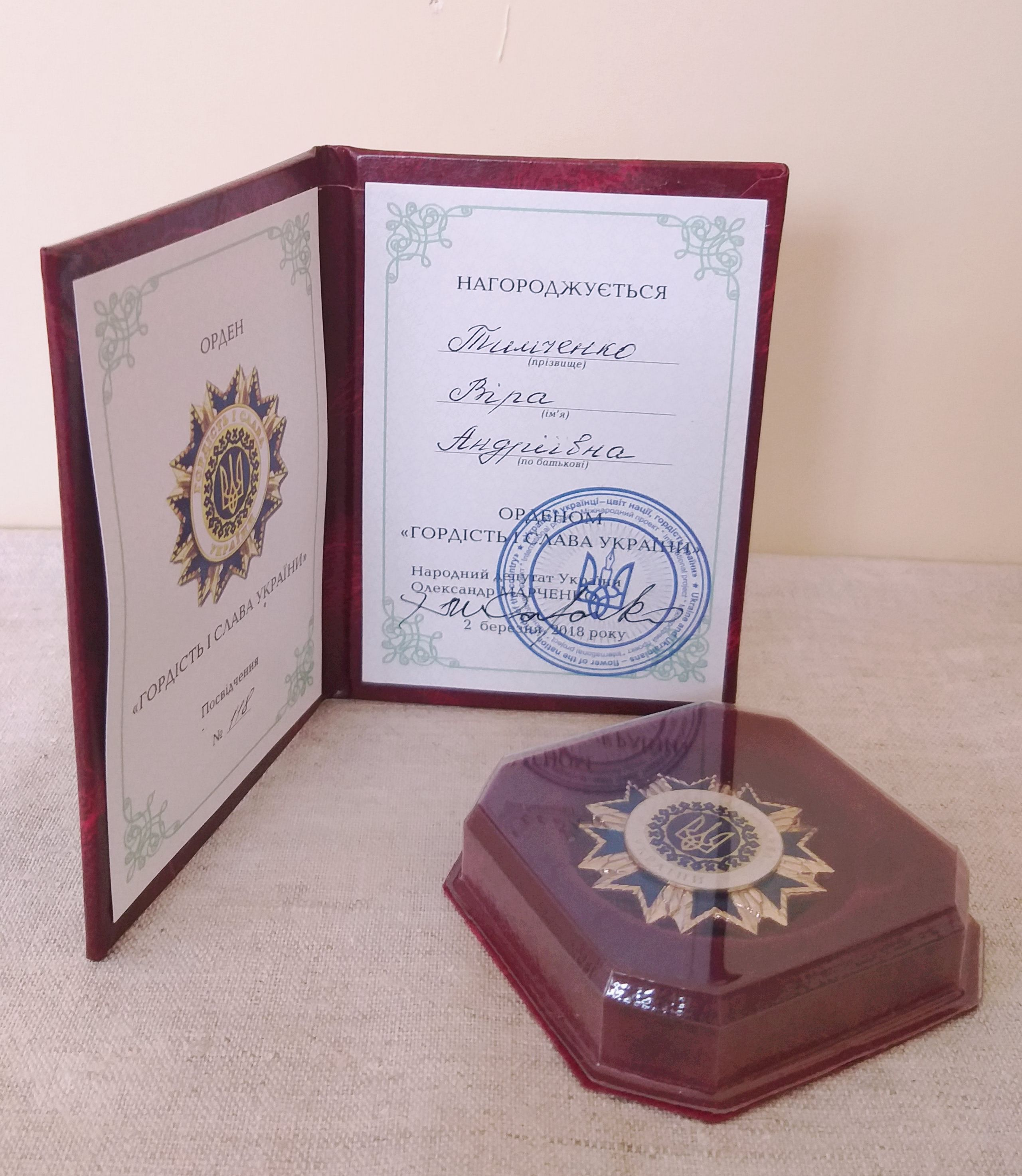
Орден "Гордість і слава України"

- 2018 — Орден «Гордість і слава України» (громадська відзнака; вручається «За вагомі здобутки, високий рівень професіоналізму, активну життєву позицію та сумлінну працю, спрямовану на розвиток України»»  громадянам України, а також громадянам, які народились за її межами, але проживають та працюють в Україні)